# Ивлево (сельское поселение Большерогачёвское)
Ивлево — деревня в Дмитровском районе Московской области, в составе Сельского поселения Большерогачёвское. Население — 117 чел. (2010). До 2006 года Ивлево входило в состав Покровского сельского округа.

## Расположение
Деревня расположена в западной части района, на границе с Клинским, примерно в 30 км западнее Дмитрова, на возвышенном суходоле, высота центра над уровнем моря 217 м.
Ближайшие населённые пункты — Покровское на севере, Пруды на северо-востоке и Боблово с Чумичево (обе Клинского района) — на юго-западе.

## Население
| 2002 | 2006 | 2010 |
| ---- | ---- | ---- |
| 65   | ↗116 | ↗117 |